# Moedas bizantinas
As moedas bizantinas, o dinheiro utilizado no Império Romano do Oriente depois da queda do Ocidente, consistiam basicamente de dois tipos de moedas: o soldo de ouro e uma variedade de moedas em bronze cujo valor aparecia indicado na própria moeda em numerais gregos. No final do império, as moedas bizantinas passaram a ser cunhadas apenas em estavratos de prata e moedas menores em cobre.

## Iconografia
As primeiras moedas bizantinas continuaram as tradições do final do Império Romano: no anverso, a efígie do imperador, não mais de perfil, mas de frente. No reverso, geralmente um símbolo cristão - como a cruz -  ou a Vitória ou um anjo (estes dois últimos passaram a se confundir um com o outro). As moedas de ouro de Justiniano II fugiram destas convenções já estáveis ao colocarem uma efígie de Jesus no anverso[a] e um retrato, de meio corpo ou corpo inteiro, do imperador no reverso. Estas inovações acabaram, inadvertidamente, provocando o califa omíada Abedal Maleque ibne Maruane, que já vinha copiando o estilo bizantino em suas moedas apenas trocando os símbolos cristãos por outros islâmicos, a desenvolver um estilo puramente islâmico, com apenas palavras de ambos os lados. Este estilo prevalece até os dias de hoje nas moedas muçulmanas.
Este estilo de Justiniano II voltou a ser utilizado depois da controvérsia iconoclasta e, com variações, permaneceu sendo a norma até o fim do império.
No século X, os chamados "fólis anônimos" foram cunhados no lugar das moedas anteriores que traziam a imagem do imperador. Estes foles traziam apenas o busto de Jesus no obverso e uma inscrição: "XRISTUS/bASILEU/bASILE" ("Cristo, imperador dos imperadores").
As moedas bizantinas seguiram a tendência - e a levaram ao extremo - de "afinar" e de aumentar de tamanho as moedas cunhadas com metais preciosos conforme o tempo passa. As moedas do fim do império eram como finas bolachas que podiam ser entortadas com as mãos.
Apesar disso, as moedas bizantinos mantiveram seu prestígio até o final. Os governantes europeus, assim que começaram a cunhar suas próprias moedas, tendiam a seguir uma versão simplificada dos padrões bizantinos, incluindo o governante olhando para frente no anverso.

## Valores
O início da numismática bizantina foi a reforma monetária do imperador Anastácio I Dicoro em 498, que modificou o sistema monetário do final do império romano, que consistia de soldos (em latim: solidus) em ouro e numos em bronze. O numo era uma moeda muito pequena (aprox. 8–10 mm) e muito inconveniente, pois eram necessárias muitas moedas até mesmo para pequenas transações.
Novas moedas em bronze, com valores múltiplos dos numos foram introduzidas, como a de 40 numos (conhecida como fólis), 20 numos, 10 numos e 5 numos (ocasionalmente outros valores também eram produzidos). O anverso geralmente trazia um retrato fortemente estilizado do imperador enquanto que o reverso mostrava o valor em numerais gregos (M=40, K=20, I=10, E=5).
A única moeda em prata emitida com regularidade era a hexagrama, emitida pela primeira vez por Heráclio em 615 e que perdurou até o final do século VII, cunhada com espessuras variadas e pesando entre 7,5 e 8,5 gramas. Ela foi sucedida pelo miliarésio, uma moeda que inicialmente era para ser puramente cerimonial, criada por Leão III, o Isauro por volta de 720 e que se tornou uma emissão padrão de c. 830 até o final do século XI, quando foi descontinuada depois de já estar muito desvalorizada. Pequenas transações eram realizadas com moedas de bronze durante todo esse período.
O soldo em ouro (em latim: solidus), também chamada de nomisma, era o padrão para o comércio internacional até o século XI, quando ela também começou a se desvalorizar por ordens de sucessivos imperadores, começando em 1030 sob Romano III Argiro (r. 1028–1034). Até esta época, a espessura da moeda permaneceu constante.
O sistema monetário bizantino mudou novamente no século VII quando as moedas de 40 numos (fólis), já bem menores, se tornaram as únicas em bronze utilizadas e cunhadas regularmente. Embora Justiniano II (r. 68-695; 705-711) tenha tentado restaurar o fólis para o tamanha da época de Justiniano I, o decréscimo no tamanho da moeda continuou.
No final do século IX, um soldo com três-quartos do peso foi emitido juntamente com o soldo normal, ambos preservando o padrão de espessura, sob a égide de um plano fracassado para forçar o mercado a aceitar as moedas com peso menor pelo mesmo valor das moedas normais. A moeda com 11⁄12 do peso foi chamada de tetartero (um adjetivo comparativo grego que significa literalmente "três-quartas") enquanto que o soldo de peso normal passou a se chamar histameno. O tetartero era bastante impopular e só foi relançado esporadicamente durante o século X. O soldo normal pesava aproximadamente 4,48 gramas (eram necessários 72 para formar uma libra romana). Havia ainda alguns soldos com o peso reduzido de uma síliqua emitidos exclusivamente para o comércio com o oriente. Estes soldos reduzidos, com uma estrela no anverso e no reverso, pesavam por volta de 4,25 gramas.
Os soldos bizantinos eram muito valorizados na Europa Ocidental, onde eles ficaram conhecidos como besantes, uma corruptela de "Bizâncio" (em latim: Byzantium).

## Reforma de Aleixo I
Na época do imperador Romano IV Diógenes (r. 1067–1071), o soldo já havia sido muito desvalorizado e só continha aproximadamente 15% de ouro. Sob Aleixo I Comneno (r. 1081–1118), este soldo desvalorizado foi descontinuado e uma nova cunhagem, com maior conteúdo de ouro (entre 90 e 95%), foi criada, geralmente chamada de hipérpiro, pesando 4,45 gramas.
Os hipérpiros eram ligeiramente menores que os soldos antigos. Elas foram lançadas juntamente com as traqueias áspros em eletro (25% ouro e 75% prata) e que valiam um terço do hipérpiro, como traqueia áspro em bilhão (7% de prata), chamadas de histameno, que valiam 1/48 do hipérpiro, e as tetartero e numo de cobre, cujo valor era de 1/18 e 1/36 para cada histameno.

## Reformas de Andrônico II
Durante o reinado de Andrônico II Paleólogo, ele instituiu novas moedas baseadas nos hipérpiros. Elas eram as miliarésio ou basílico, que valiam 1/12 do hipérpiro, as políticos em bilhão, que valia 1/96 do hipérpiro. Além disso, ele lançou moedas em cobre chamadas de assários, torneses e follara.
O basílico era uma cópia dos ducado veneziano e circulou a partir de 1304 por cinquenta anos. O hipérpiro continuou sendo emitido regularmente e em circulação até a década de 1350, quando passou a figurar apenas como moeda contábil. Depois de 1400, a cunhagem de moedas bizantina se tornou insignificante e as moedas italianas predominavam como moeda corrente.

## Reforma de 1367
Nesta fase final da cunhagem de moedas bizantinas, emissões em ouro foram descontinuadas e substituídas por outras em prata chamadas de estavratos, emitidas em proporções de 1/1, 1/2, 1/8. Também foram emitidas moedas em cobre chamadas de follaro e tornês.

## Valores relativos
Esta tabela mostra os valores relativos das moedas durante o reinado do imperador Anastácio I Dicoro (r. 491–518).
|            | Soldos   | Fólis | Meio fólis | Decanúmios | Pentanúmios | Numos  |
| ---------- | -------- | ----- | ---------- | ---------- | ----------- | ------ |
| Soldo      | 1        | 420   | 840        | 1680       | 3360        | 16,800 |
| Fólis      | 1⁄420    | 1     | 2          | 4          | 8           | 40     |
| Meio fólis | 1⁄840    | ½     | 1          | 2          | 4           | 20     |
| Decanúmio  | 1⁄1680   | ¼     | ½          | 1          | 2           | 10     |
| Pentanúmio | 1⁄3360   | ⅛     | ¼          | ½          | 1           | 5      |
| Numo       | 1⁄16,800 | 1⁄40  | 1⁄20       | 1⁄10       | ⅕           | 1      |